# Pirata meridionalis
Pirata meridionalis är en spindelart som beskrevs av Tanaka 1974. Pirata meridionalis ingår i släktet Pirata och familjen vargspindlar. Inga underarter finns listade i Catalogue of Life.